# خوسيه دا سيلفا كوستا
خوسيه دا سيلفا كوستا هو اقتصادي برتغالي، ولد في 14 مارس 1951.